# Kaj Lindström

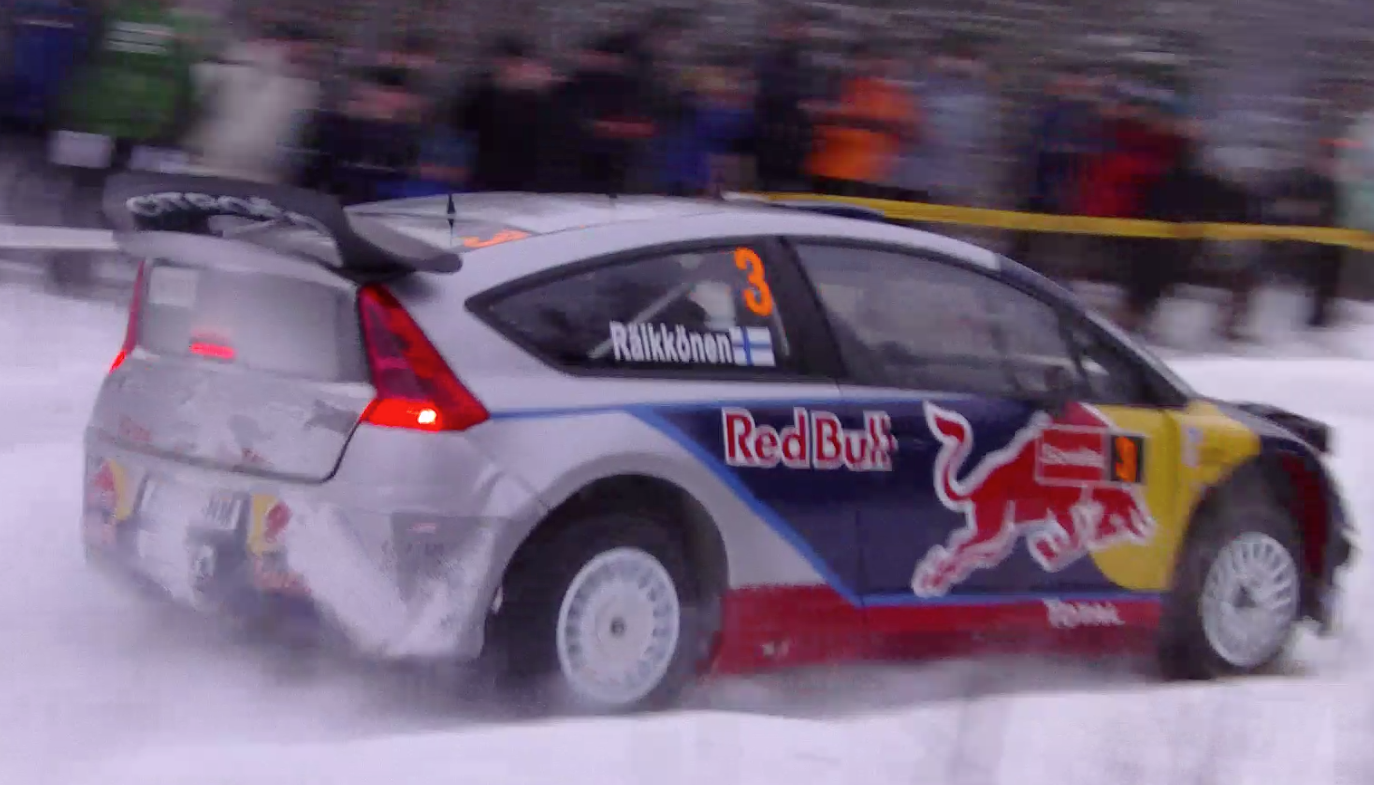
Räikkönennel a 2010-es Arctic-ralin

Kaj Lindström (Mikkeli, 1969. július 31. –) finn rali-navigátor. 2010-ben ő navigált a 2007-es Formula–1-es világbajnok, Kimi Räikkönennek világbajnoki- és egyéb raliversenyein.

## Pályafutása
1996-ban, hazája versenyén, a finn Ari Himanen oldalán debütált a rali-világbajnokságon. Később Tapio Laukkanen  navigátora lett, akivel több világbajnoki versenyen is részt vett, valamint 1998-ban megnyerte a brit ralibajnokságot. 2001-ben Tommi Mäkinen sérült navigátora, Risto Mannisenmäki helyét vette át a négyszeres világbajnok mellett. Mäkinennel 2003-ig, annak visszavonulásáig versenyzett a világbajnokságon. 2002-ben megnyerték a Monte Carlo-ralit és további ötször végeztek a dobogón ez időszak alatt. 2004 és 2006 között több versenyzővel is megfordult világbajnoki versenyeken. 2009-ben ő navigált Kimi Räikkönen első raliversenyein, 2010-ben a Citroën Junior Team csapatában a világbajnokság tizenkét versenyén együtt vesznek majd részt.

### Rali-világbajnoki győzelmei
| #  | Dátum              | Rali             | Versenyző     | Autó               | Összefoglaló |
| -- | ------------------ | ---------------- | ------------- | ------------------ | ------------ |
| 1. | 2002. január 18-20 | Monte Carlo-rali | Tommi Mäkinen | Subaru Impreza WRC | Összefoglaló |